# Remige

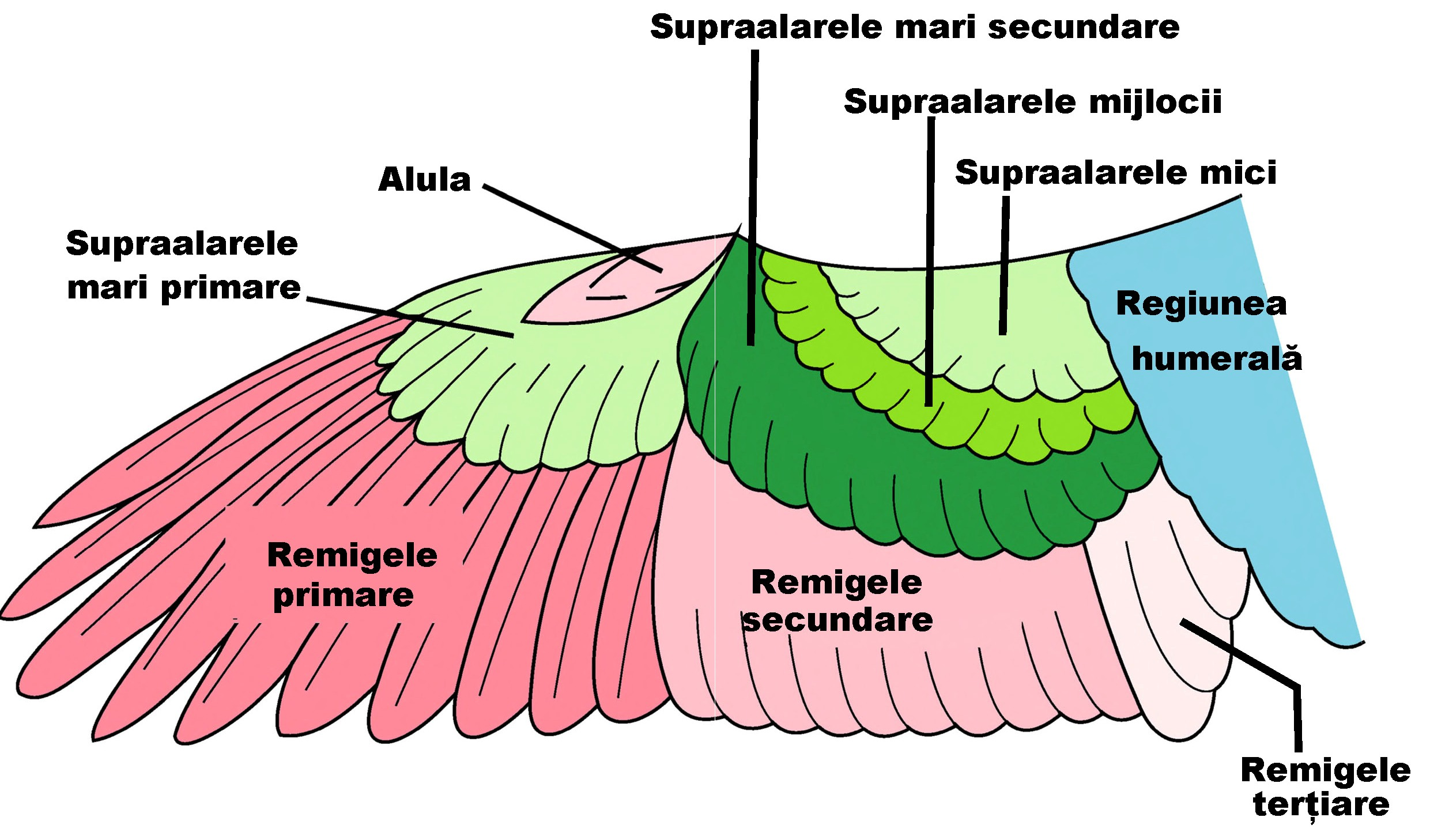
Aripa văzută dorsal

Remigele sunt un șir de pene mari, specializate, inserate pe muchia posterioară a aripilor păsărilor, care servesc la baterea aerului în timpul zborului. Restul aripii este acoperit cu pene mai mici, numite tectrice. Remigele sunt denumite astfel datorită funcției lor analogă ramelor de vâslit. Numărul remigelor variază de la un grup de păsări la altul. Rahisul lor prezintă în genere o adâncitură în formă de jgheab de-a lungul părții ventrale, iar lamele externe sunt de regulă mai înguste decât cele interne. În plus, barbele lamei externe se inseră deseori de-a lungul rahisului sub un unghi mai ascuțit decât cele ale lamei interne. Ca și la celelalte pene de contur, baza remigelor este pufoasă.
Se deosebesc 3 tipuri de remige: primare, secundare, terțiare.